# Национально-культурный центр украинцев Башкортостана «Кобзарь»
Кобзарь — общественная организация, созданная с целью развития духовной культуры украинцев Республика Башкортостан, изучения украинского языка, национальных традиций, обычаев, истории и культуры Украины, представления и защиты законных интересов украинцев в государственных органах и общественных организациях; Республиканский национально-культурный центр украинцев Башкортостана. Организация находится в Уфе.
В 1990 году создается Товарищество почитателей украинской культуры «Кобзарь» (с 1992 года Республиканский национально-культурный центр украинцев Башкортостана «Кобзарь»). Позднее начали работу Союз украинок Башкортостана «Берегиня» (с 1995 года) и Союз украинской молодежи Башкортостана (1998 с года). При поддержке «Кобзаря» действуют 4 общеобразовательные и 3 воскресные школы с изучением родного языка, совместно с украинским историко-культурным центром организован республиканский летний лингвистический лагерь «Кобзарик».
При содействии культурного центра созданы около 20 украинских коллективов художественной самодеятельности. Народный хор украинской песни Кобзарь является одним из лучших творческих объединений Башкортостана. Хор был образован в 1991 году, а в апреле 1996 года ему было присвоено звание «Народный». В репертуаре хора народные и авторские песни не только на украинском языке, но и на башкирском, на русском.  В республике функционируют фольклорный ансамбль «Зоряний світ» историко-культурного центра «Золотоношка» Стерлитамакского района, народный фольклорный ансамбль «Хуторок» села Языково Благоварского района, народный фольклорный ансамбль «Червона калина» села Санжаровка Чишминского района, народный фольклорный ансамбль «Чарівницi» села Казанка Альшеевского района, фольклорный ансамбль украинской песни «Джерело» Дёмского района Уфы.
Первым председателем и основателем Национального культурного центра украинцев Республики Башкортостан являлся Дорошенко Владимир Борисович. Вторым председателем «Кобзаря» — Бабенко Василий Яковлевич. 
С апреля 2022 года председателем «Кобзаря» является Козленко Виталий Николаевич.
При участии Центра совместно с  Министерством образования и науки РБ, Министерством культуры РБ проводятся Шевченковские чтения для почитателей творчества великого Кобзаря. В рамках этого мероприятия проводятся конкурсы литературно–музыкальных композиций, художественного чтения, изобразительного творчества, а также выставка декоративно-прикладного искусства и круглый стол.